# 澤萊內哈伊 (斯米爾諾韋市鎮)
47°18′59″N 36°29′3″E / 47.31639°N 36.48417°E
澤萊內哈伊（烏克蘭語：Зелений Гай）是位於烏克蘭東南部的村莊，由扎波羅熱州波洛希區的斯米爾諾韋市鎮負責管轄。該村面積1.06平方公里，海拔高度213米，2001年人口244，人口密度每平方公里230.2人。